# Талица
Та́лица — город в Свердловской области России, административный центр Талицкого района и Талицкого муниципального округа.

## Этимология
Возник в середине XVIII века как посёлок винокуренного завода при впадении реки Талицы в реку Пышму. Название от гидронима, русское талица — «незамерзающий родник, не покрывающийся льдом ручей, речка».

## География
Талица расположена в средней части Туринской равнины, на правом берегу реки Пышмы (бассейн Оби), в 219 километрах к востоку от Екатеринбурга и в 131,7 км западнее Тюмени.
В окрестностях города — одноимённая бальнеологическая курортная местность. Основные природные лечебные факторы — субтермальная (+26 °C) хлоридная натриевая йодо-бромная вода, которая используется для питьевого лечения (в качестве лечебно-столовой разливается в бутылки и называется «Талицкая») и ванн при заболеваниях органов пищеварения, а также сапропелевая грязь озера Маян. Водолечебница.

Климат в Талице близок к умеренно-холодному. Значительное количество осадков, даже в засушливые месяцы часто бывает дождь. По классификации климатов Кёппена — влажный континентальный климат с равномерным увлажнением.
| Показатель                    | Янв. | Фев.  | Март | Апр. | Май  | Июнь | Июль | Авг. | Сен. | Окт. | Нояб. | Дек.  | Год |
| ----------------------------- | ---- | ----- | ---- | ---- | ---- | ---- | ---- | ---- | ---- | ---- | ----- | ----- | --- |
| Средний суточный максимум, °C | −12  | −9,6  | −1,4 | 8,5  | 16,8 | 21,9 | 23,7 | 20,8 | 14,3 | 4,6  | −3,6  | −8,9  | 6,2 |
| Средняя температура, °C       | −16  | −14,5 | −6,7 | 3,1  | 10,3 | 15,6 | 17,8 | 15,0 | 9,4  | 1,3  | −7    | −12,6 | 1,3 |
| Средний суточный минимум, °C  | −20  | −19,4 | −12  | −2,2 | 3,9  | 9,3  | 12,0 | 9,3  | 4,6  | −1,9 | −10,4 | −16,3 | −3  |
| Норма осадков, мм             | 34   | 24    | 23   | 37   | 46   | 71   | 93   | 73   | 64   | 54   | 46    | 36    | 601 |
| Источник: Климат Талицы       |      |       |      |      |      |      |      |      |      |      |       |       |     |

## История
Основан в 1732 году как посёлок при небольшой частной винокуренной пивоварне, построенной тюменскими купцами Г. и П. Переваловыми. В 1774—1779 гг. на месте бывшей поварни по указанию императрицы Екатерины II был построен Талицкий казённый винокуренный завод. Позднее жители поселка были задействованы для прокладки Сибирского тракта, который прошёл в 7 верстах от завода. К началу XIX в. Талицкий завод являлся одним из крупнейших винокуренных предприятий России и вырабатывал более 100 тысяч ведер вина в год.
Посёлок входил в состав Камышловского уезда Пермской губернии.
В XIX веке в нескольких километрах от Талицы была открыта железнодорожная станция Поклевская, названная в честь её основателя — известного коммерсанта А. Ф. Поклевского-Козелл, упомянутого выдающимся русским классиком Д. Н. Маминым-Сибиряком в рассказе «Последние клейма» под псевдонимом «П-ский», при посещении писателем Успенской писчебумажной фабрики в селе Заводоуспенском.
19 июня 1942 года рабочему посёлку Талица присвоен статус города районного подчинения.
1 февраля 1963 года город Талица был включён в состав Талицкого сельского района.

## Население
| 1959    | 1967    | 1970    | 1974    | 1979    | 1989    | 1992    | 1996    | 1998    |
| ------- | ------- | ------- | ------- | ------- | ------- | ------- | ------- | ------- |
| 17 248  | ↘17 000 | ↗18 335 | ↘18 000 | ↗18 222 | ↗19 888 | ↗20 100 | ↘19 800 | ↘19 600 |
| 2000    | 2001    | 2002    | 2003    | 2005    | 2006    | 2007    | 2008    | 2009    |
| ↘19 400 | ↘19 300 | ↘18 860 | ↗18 900 | ↘18 800 | ↘18 700 | →18 700 | ↘18 600 | ↘18 460 |
| 2010    | 2011    | 2012    | 2013    | 2014    | 2015    | 2016    | 2017    | 2018    |
| ↘16 225 | ↘16 200 | ↘16 100 | ↗16 135 | ↘16 081 | ↗16 105 | ↘16 034 | ↘15 874 | ↗15 941 |
| 2019    | 2020    | 2021    | 2023    |         |         |         |         |         |
| ↘15 875 | ↘15 579 | ↘14 808 | ↘14 547 |         |         |         |         |         |

На 1 января 2025 года по численности населения город находился на 788-м месте из 1124 городов Российской Федерации.

## Достопримечательности
Среди достопримечательностей Талицы:
- Краеведческий музей имени Н. И. Кузнецова;
- Национальный парк «Припышминские боры»
- Мемориальный музей Героя Советского Союза Николая Ивановича Кузнецова;
- Петропавловская церковь (середина XIX в.);
- Бывший особняк Поклевских-Козелл (1890-е гг., неорусский стиль);
- Памятник Н. И. Кузнецову (перевезен в начале 1990-х гг. из г. Львова, Украина)

- Церковь Святых Петра и Павла
- Дом Поклевских-Козелл

## Промышленность
Биохимический завод (не функционирует), объединение «Талицлес», «ТЕХСТРОЙ» завод по производству полиэтиленовых труб, Талицкий хлебокомбинат, инкубаторно-птицеводческая станция, Талицкая фабрика валяной обуви ОАО «Метелица», ООО «ТАЛИЦКИЕ МОЛОЧНЫЕ ФЕРМЫ» — завод по производству молочной продукции. Винокуренный завод (разрушен).